# Egletes
Egletes Cass., 1817 è un genere di piante angiosperme dicotiledoni della famiglia delle Asteraceae (sottofamiglia Asteroideae e tribù Astereae/clade  North American lineage) e sottotribù Egletinae. Egletes è anche l'unico genere della sottotribù  Egletinae  G.L.Nesom, 2020

## Etimologia
Il nome scientifico del genere è stato definito dal botanico Alexandre Henri Gabriel de Cassini (1781-1832) nella pubblicazione " Bulletin des Sciences, par la Société Philomatique" ( Bull. Sci. Soc. Philom. Paris 1817: 153) del 1817. Il nome scientifico della sottotribù è stato definito dal botanico Guy L. Nesom (1945-) nella pubblicazione " Phytoneuron. Digital Publications in Plant Biology" ( Phytoneuron 2020-53: 13 ) del 2020.

## Descrizione
Portamento. Le specie di questo genere hanno un habitus di tipo erbaceo annuale con superfici ghiandolari-resinose (ghiandole viscide stipitate).
Fusto e radici. La parte aerea in genere è eretta o procombente, semplice o ramosa. Le radici sono fittonanti.
Foglie. Le foglie in genere sono disposte in modo alternato e sono picciolate (quelle basali) e sessili (quelle cauline). La lamina varia da pennatifida o bipennatifida a lobata o dentata ed ha dei contorni da obovati a spatolati. Sulla superficie possono essere presenti dei punti ghiandolari.
Infiorescenza. Le sinflorescenze sono sia scapose (capolini solitari ascellari) che composte da pochi capolini raccolti in sciolte formazioni corimbose. Le infiorescenze vere e proprie sono composte da un capolino terminale brevemente peduncolato di tipo radiato con fiori eterogami. I capolini sono formati da un involucro, con forme da campanulate o simili a una coppa, composto da diverse brattee, al cui interno un ricettacolo fa da base ai fiori di due tipi: fiori del raggio e fiori del disco. Le brattee, piatte e a consistenza esile-erbacea, con forme lanceolate, sono disposte in modo più o meno embricato su 2 - 3 serie. Il ricettacolo in genere è nudo ossia senza pagliette a protezione della base dei fiori; la forma è conica.
Fiori.  I fiori sono tetra-ciclici (formati cioè da 4 verticilli: calice – corolla – androceo – gineceo) e pentameri (calice e corolla formati da 5 elementi). Si distinguono in:
- fiori del raggio (esterni): sono femminili e sono disposti su 2 - 4 serie; la forma è ligulata (zigomorfa);
- fiori del disco (centrali): sono più numerosi con forme brevemente tubulose (attinomorfe); sono ermafroditi.

- Formula fiorale:

*/x K {\displaystyle \infty }, [C (5), A (5)], G 2 (infero), achenio
- Calice: i sepali del calice sono ridotti ad una coroncina di squame.

- Corolla:

- fiori del raggio: la forma della corolla alla base è più o meno tubulosa con un breve lembo, mentre all'apice è ligulata-filiforme; la ligula può terminare con alcuni denti; il colore è bianco;
- fiori del disco: la forma è tubulare-imbutiforme bruscamente divaricata in 3 - 5 lobi; i lobi, patenti o eretti, hanno una forma deltata o più o meno lanceolata; il colore è giallo.

- Androceo: l'androceo è formato da 5 stami sorretti da filamenti generalmente liberi; gli stami sono connati e formano un manicotto circondante lo stilo; le teche (produttrici del polline) alla base sono troncate e sono lievemente auricolate (molto raramente sono speronate o hanno una coda); le appendici apicali delle antere hanno delle forme piatte e lanceolate; il tessuto endoteciale (rivestimento interno dell'antera) è quasi sempre polarizzato (con due superfici distinte: una verso l'esterno e una verso l'interno). Il polline è sferico con un diametro medio di circa 25 micron;  è tricolporato (con tre aperture sia di tipo a fessura che tipo isodiametrica o poro) ed è echinato (con punte sporgenti).[10][12]

- Gineceo: l'ovario è infero uniloculare formato da 2 carpelli.[6] Lo stilo (il recettore del polline) è profondamente bifido (con due stigmi divergenti) e con le linee stigmatiche marginali separate.[13] I due bracci dello stilo hanno una forma da lanceolata a deltoide e possono essere papillosi o ricoperti da ciuffi di peli.

Frutti. I frutti sono degli acheni senza pappo;
- achenio: gli acheni, con forme da oblunghe a strettamente obovate, sono lateralmente compressi con due nervature laterali; la superficie è ghiandolare; la parete dell'achenio è formata da celle contenenti rafidi ma prive di fitomelanina; il carpoforo normalmente è anulare sormontato da una corona o coppa biancastra, cartilaginea, talvolta ampia e svasata.

## Biologia
Impollinazione: l'impollinazione avviene tramite insetti (impollinazione entomogama tramite farfalle diurne e notturne).

Riproduzione: la fecondazione avviene fondamentalmente tramite l'impollinazione dei fiori (vedi sopra).

Dispersione: i semi (gli acheni) cadendo a terra sono successivamente dispersi soprattutto da insetti tipo formiche (disseminazione mirmecoria). In questo tipo di piante avviene anche un altro tipo di dispersione: zoocoria. Infatti gli uncini delle brattee dell'involucro (se presenti) si agganciano ai peli degli animali di passaggio disperdendo così anche su lunghe distanze i semi della pianta. Inoltre per merito del pappo il vento può trasportare i semi anche a distanza di alcuni chilometri (disseminazione anemocora).

## Distribuzione e habitat
Le specie di questa sottotribù sono distribuite nel Texas, America centrale e America meridionale.

## Sistematica
La famiglia di appartenenza di questa voce (Asteraceae o Compositae, nomen conservandum) probabilmente originaria del Sud America, è la più numerosa del mondo vegetale, comprende oltre 23.000 specie distribuite su 1.535 generi, oppure 22.750 specie e 1.530 generi secondo altre fonti (una delle checklist più aggiornata elenca fino a 1.679 generi). La famiglia attualmente (2021) è divisa in 16 sottofamiglie; la sottofamiglia Asteroideae è una di queste e rappresenta l'evoluzione più recente di tutta la famiglia.

### Filogenesi
Il gruppo di questa voce è descritto nella tribù Astereae, una delle 21 tribù della sottofamiglia Asteroideae). Da un punto di vista filogenetico, la tribù Astereae fa parte del supergruppo (o sottofamiglia) "Asteroideae grade"; l'altro è il supergruppo "Non-Asteroideae" contenente il resto delle sottofamiglie delle Asteraceae. All'interno del supergruppo è vicina alle tribù Senecioneae, Calenduleae, Gnaphalieae e Anthemideae.
I caratteri più notevoli della tribù Astereae sono: la base delle antere sono prive di code e non sono calcarate (speronate); le linee stigmatiche dei bracci dello stilo sono totalmente separate; i due bracci dello stilo hanno una forma breve o allungata da lanceolata a deltoide e possono essere papillosi o ricoperti da ciuffi di peli (all'esterno, mentre all'interno sono glabri). La distribuzione della maggior parte delle specie di questo gruppo è nelle regioni temperate nord e sud.
In base alle ultime ricerche nella tribù sono stati individuati (provvisoriamente) 5 principali lignaggi:
- Basal grade: include alcuni generi isolati, il gruppo "South American-Oceania",  alcune sottotribù africane e il gruppo dei generi legnosi del Madagascar.
- Bellis lineage: comprende le sottotribù eurasiatiche e una sottotribù africana.
- Aster lineage: include i generi asiatici di Asterinae e i principali gruppi dell'Australia e dell'Oceania.
- Baccharis lineage: include alcuni gruppi sudamericani.
- North American lineage: include la vasta gamma di sottotribù del Nordamerica, Messico e alcuni gruppi distribuiti nel Sudamerica.

Il genere di questa voce (e quindi la sottotribù) è inclusa nel lignaggio "North American lineage". In precedenza questo genere era stato collocato nelle Grangeinae prevalentemente africane (alcune sue caratteristiche sembrano strettamente allineate alle specie di questa sottotribù), ma i dati molecolari indicano che il genere Egletes è nato dall'interno del clade nordamericano e le somiglianze con le Grangeinae sono dovute apparentemente a convergenze evolutive. Attualmente la sottotribù Egletinae, nell'ambito del clade "North American lineage", si trova, da un punto di vista filogenetico, in una posizione "basale" evolutivamente subito dopo le sottotribù Doellingeriinae e Oclemeninae e subito prima delle Solidagininae.
I caratteri distintivi del genere sono:
- i fiori del raggio sono disposti in 1 - 4 serie;
- il pappo è mancante;
- gli acheni sono sormontati da una corona o coppa biancastra, cartilaginea, talvolta ampia e svasata.

Il numero cromosomico delle specie di questo genere è: 2n = 18.

### Elenco delle specie
Questo genere ha 7 specie:
- Egletes florida Shinners
- Egletes humifusa  Less.
- Egletes liebmannii  Sch.Bip. ex Hemsl.
- Egletes prostrata  (Sw.) Kuntze
- Egletes repens  Shinners
- Egletes tenuifolia  Cuatrec.
- Egletes viscosa  (L.) Less.

### Sinonimi
Sono elencati alcuni sinonimi per questa entità:
- Eyselia Rchb.
- Platystephium  Gardner
- Xerobius  Cass.